# کروزت (ویرجینیا)
کروزت (به انگلیسی: Crozet) یک منطقهٔ مسکونی در ایالات متحده آمریکا است که در شهرستان البمارل، ویرجینیا واقع شده‌است. کروزت ۹٫۷ کیلومتر مربع مساحت و ۵٬۵۶۵ نفر جمعیت دارد.